# 6239 Minos
6239 Minos este o planetă minoră (asteroid potențial periculos[*]) din Asteroid Apollo. A fost descoperită pe 31 august 1989 la Observatorul Palomar de Carolyn S. Shoemaker și a fost numită după Minos. 
Obiectul prezintă o orbită caracterizată de o semiaxă mare de 1,1513612 UAi, o excentricitate de 0,41284, o înclinație de 3,94247 ° în raport cu ecliptica.